# Droga 66K-30 (Rosja)
Droga 66K-30 – droga regionalna, znajdująca się na terytorium Rosji.

## Geografia
Droga regionalna obwodu smoleńskiego 66K-30 znajduje się w rejonach diemidowskim i rudniańskim. Przebiega od miasta Diemidow i drogi regionalnej 66K-11, przez sieło Ponizowje, do dieriewni Zaozierje i drogi regionalnej 66K-28.